# Marta Calvo Gómez
Marta Calvo Gómez (Madrid, 29 de agosto de 1996) es una deportista española que compite en taekwondo. Ganó una medalla de plata en el Campeonato Mundial de Taekwondo de 2015 y una medalla de plata en el Campeonato Europeo de Taekwondo de 2018, ambas en la categoría de –62 kg. Su hermana Eva también compite en taekwondo.

## Palmarés internacional
| Campeonato Mundial | Campeonato Mundial  | Campeonato Mundial | Campeonato Mundial |
| Año                | Lugar               | Medalla            | Categoría          |
| ------------------ | ------------------- | ------------------ | ------------------ |
| 2015               | Cheliábinsk (Rusia) | Medalla de plata   | –62 kg             |
| Campeonato Europeo |                     |                    |                    |
| Año                | Lugar               | Medalla            | Categoría          |
| 2018               | Kazán (Rusia)       | Medalla de plata   | –62 kg             |